# Shoby
Shoby – osada w Anglii, w Leicestershire, w dystrykcie Melton, w civil parish Grimston. W 2000 miejscowość liczyła 39 mieszkańców. W 1931 civil parish liczyła 49 mieszkańców. Shoby jest wspomniana w Domesday Book (1086) jako Seoldesberie.